# Zlato
Zlato je kemijski element atomskog (rednog) broja 79 i atomske mase 196,96655. U periodnom sustavu elemenata predstavlja ga simbol Au.

## Osobine
Zlato (simbol Au, od latinskog naziva aurum) je kemijski element iz skupine plemenitih metala.
Elementarno zlato je mekan metal (tvrdoća po Mohsu 2,5 do 3), s karakterističnom jakom žutom sjajnom „zlatnom“ bojom, i ima plošno centriranu kubičnu strukturu. Samorodno zlato rijetko može biti do žutonarančaste sjajne boje.

Zlato je jedan od samo tri obojena metala; uz bakar i cezij.
U prirodi se javlja samo jedan stabilni izotop 197Au, a postoji i šesnaest prirodnih radio aktivnih izotopa (najpoznatiji radioaktivni izotop je 198Au).
Temperatura taljenja zlata je 1064 °C, a vrenja 2970 °C, velika mu je relativna gustoća, a razmjerno mala tvrdoća.
Čisto zlato je na zraku apsolutno stabilno i općenito otporno na utjecaje iz zraka (ponajviše sumpor i sumporovodik), te se s kisikom se ne spaja ni na kojoj temperaturi.
Izvanredno je otporno na utjecaje vode, rastaljenih alkalija, lužina, pojedinih kiselina i većini solnih otopina.
Otapa se u klornoj vodi i u smjesama solne kiseline s jakim oksidacijskim sredstvima (primjerice, natrijevim peroksidom, kromatnom/kromnom kiselinom, kalijevim permanganatom ili dušičnom kiselinom, ta se smjesa zove „zlatotopka” ili „carska vodica”, „aqua regia”, jer sadrži Cl - ion koji stabilizira Au3+ ion pri stvaranju kompleksnog iona kloroaurične kiseline (tetraklorauratne(III) kiseline), HAuCl4,), dajući zlatov (II) klorid, te u tvarima koje daju komplekse poput otopinā kalijeva ili natrijeva cijanida koje ga otapaju tvoreći kompleksne soli.
Zlato je poprilično stabilno kao elementarna tvar i nije ga lako dobiti u spojevima, ali se može zaobići njegova inertnost prevođenje u neki stabilan kompleks. Među najstabilnijim kompleksnim spojevima zlata su cijanoaurati, ali u kiselim otopinama prolaze i kloroaurati.
Ne otapa ga nijedna kiselina, tek mješavina kiselina tzv. „zlatotopka” 

Sama klorovodična kiselina ne može otopiti zlato, jer protoni ne mogu oksidirati zlato (redukcijski potencijal mu je pozitivan). Zato se, uz klorovodičnu kiselinu kao izvor kloridnih aniona, za otapanje zlata koristi još i dušična kiselina koja tada može oksidirati zlato do tetraklorozlatove(III) kiseline (osim te kiseline, otapanjem zlata u zlatotopci nastaju i dušikov(II) i dušikov(IV) oksid).

Sama dušična kiselina također ne može otopiti zlato, jer nedostaje ionā kojima bi se zlato kompleksiralo. Inače, postoje i druge metode prevođenja zlata u njegove spojeve, poput danas najraširenijeg cijanidnog postupka, kod kojeg se zlato kompleksira cijanidnim anionima, a kao oksidans služi kisik iz zraka.
Živa otapa zlato u ograničenoj mjeri, te lako tvori slitine i amalgam /sa živom/.
Legure zlata s bakrom i srebrom dušična kiselina ne nagriza ako sadržavaju više od 25 % zlata.

## Svojstva
Pored srebra i bakra, ima najveću vodljivost topline i električne struje od svih elemenata.

Toplinska provodnost zlata iznosi 75% toplinske provodnosti srebra, a električna provodnost 70 % električne provodnosti srebra.
Vrlo je rastezljivo, gustoće 19,30 g/cm3, a pruživost i kovkost zlata su najveće među svim metalima – jedan gram zlata može se ispružiti na 3 km, a kovanjem ili valjanjem mogu se dobiti listići („zlatne folije”) debljine do 0,00001 mm (10 μm). Takvi listići su 500 puta tanji od ljudske vlasi.
Biološku ulogu nema, ali stimulira metabolizam.
- Zlato se slabo apsorbira u tijelu i trovanje zlatom i njegovim spojevima je jako rijetko i nema smrtonosnu dozu.
- Lijekovi protiv artritisa na bazi zlata mogu uzrokovati oštećenje jetre i bubrega.
- Zlato i njegove topljive soli imaju nisku toksičnost.

## Nalazišta i rasprostranjenost
Zlato je prijelazni metal, i jedan od najrjeđih elemenata zastupljenih u Zemljinoj kori s udjelom od 1,1 x 10−9, tj. računa se da ga ima nekoliko miligrama po toni.

Često se nalazi na sekundarnim ležištima, aluvionima, naplavinama ili pijescima, koji potječu od trošenja zlatonosnih stijena i nakupljanja zlatnih zrnaca taloženjem iz vode u rijekama i na obalama mora.
Pojavljuje se u prirodi redovito samorodno, ponekad kao kristal, ali više kao zrnje i listići i u komadićima u drugim stijenama, pa je bilo poznato već u pretpovijesno doba. Zlato samorodno ima kubičnu strukturu.
Na primarnom ležištu nalazi se često u čistom elementarnom stanju redovito u obliku zrnaca, ljuskica i ljuštura, listića i pločica ili razgrananih žica u kiselom i neutralnom eruptivnom kamenju, uprskano obično u kremenim žilama/kvarcnim stijenama (gorsko zlato) ili sastojak kvarcnog pijeska koji nastaje trošenjem stijena.

Gotovo uvijek ga prati srebro, ponekad i pirit, arsenopirit i bakar.
U prirodi se pojavljuje i kao metal silvanit (AgAuTe4) heksagonske strukture u kvarcnim venama u ekstruzivnim stijenama.
Najveće nalazište zlata je na Witwatersrandu u Južnoafričkoj Republici, 1000 do 3000 m ispod površine Zemlje, iz kojega potječe polovica ukupno u svijetu dobivena zlata. Druga značajna nalazišta nalaze se u SAD-u (Kalifornija, Kolorado, Aljaska), Kanadi, Australiji, Rusiji (Ural) i Peruu.

## Dobivanje zlata
Najstariji postupak u staro vrijeme - od pretpovijesti do dvadesetog stoljeća, je bilo dobivanje zlata ispiranjem prirodnim vodama zlatonosno kamenje i pijesak nastalo raspadanjem zlatonosnih stijena, pri čemu se zlatne ljuščice i sitna zlatna zrnca iz riječnoga pijeska, zbog svoje velike specifične težine brže istalože od lakših popratnih tvari.

U najjednostavnijoj izvedbi radi se s drvenim koritima kroz koje materijal prolazi u brzoj vodenoj struji, a zrnca manje gustoće voda lakše odnosi, pa će se većinom preliti preko ruba korita prije nego što padnu na dno, a zrnca zlata, zbog veće gustoće, uglavnom će se taložiti po dnu.
Kod suvremenih postupaka danas se znatan dio zlata dobiva iz primarnih i sekundarnih nalazišta, a može se dobiti na stariji industrijski postupak - amalgamizacijom ili kao i srebro, cijanidnim postupkom.

### Postupak sa živom (amalgamacija/amalgamiranje)
Stariji industrijski postupak sa živom se zasniva na odvajanju zlata od jalovine s pomoću žive.

Kod ovog postupka prethodno se rude podvrgavaju drobljenju i mljevenju, a zatim smrvljena ruda temeljito se obradi vodom i živom pri čemu se velik dio zlata pri miješanju amalgamira živom uz stvaranje amalgama zlata u vodi otopljene rude, uz istovremeno nastajanje grubozrnatog zlatonosnog mulja.
Amalgam se zatim podvrgava destilaciji, pri čemu iz nastalog zlatnog amalgama se živa oddestilira zagrijavanjem i predestilira (regenerira kondenziranjem u hladioniku), a prestalo sirovo zlato ostane u uređaju za destilaciju, koje se kasnije tali u grafitnim loncima.
Osim izrazite otrovnosti, najveći nedostatak rada sa živom jest nepotpuno izdvajanja zlata, jer se njegovi najsitniji djelići slabo otapaju u živi, te ne dolazi do potpunog iskorištenja rude.

### Cijanidni postupak
U novo vrijeme, u posljednjih 120 godina, zlato se dobiva cijanizacijom, tj. izluživanjem zlata iz rude otopinama cijanida. Taj je postupak omogućio brz porast proizvodnje zlata u posljednjih 50 godina.

Suprotno živinom postupku, cijanidni postupak omogućava izdvajanje zlata gotovo u potpunosti, čak i iz najsiromašnijih stijena.
U cijanidnom postupku ruda/stijena se prvo usitni do finoće mulja, a zatim se zgusne u dekantatorima do sadržaja 50-60% vode i obradi vrlo razblaženom 0,03-0,25%-tnom otopinom kalijeva ili natrijeva cijanida uz snažno miješanje i provjetravanje komprimiranim zrakom, a kisik oksidira zlato koje odlazi u otopinu kao kompleksni cijanid.

Zlato prelazi u otopinu po reakciji:
4Au + 8NaCN + 2H2O + O2 --> 4Na[Au(CN)2] + 4NaOH
ili
4Au(s) + 8CN- + O2(g) <-> 4Au(CN)2- + 4OH-
Iz dobivene lužnate otopine zlato se može izdvojiti dodavanjem cinkovog (ili aluminijevog praha), tj. istaloži se redukcijom pomoću cinka:
2Na[Au(CN)2] + Zn --> Na2[Zn(CN)4] + 2Au
ili
2Au(CN)2- + Zn(s) + 3OH- <-> 2Au(s) + 4CN- + Zn(OH)3-
Rafinacija zlata najčešće se vrši vrelom i koncentriranom sumpornom kiselinom ili elektrolizom.

### Elektrolitska rafinacija bakra
Znatne količine zlata zaostaju u anodnome mulju pri elektrolitskoj rafinaciji bakra i srebra.

Pri tome se anodni mulj rafinira elektrolitskim postupkom.
Elektroliza:
Vrlo čisto zlato (99,99% Au) proizvodi se elektrolizom sirovoga zlata.

Kao elektrolit služi otopina tetrakloroauratne(III) kiseline, za anode se koriste blokovi sirovog zlata, a za katode fini zlatni lim (legura Au - Ag). U tijeku elektrolize na katodi se izlučuje zlato čistoće 99,98 %.

### Recikliranjem otpada
Velike količine zlata se dobivaju i oporabom (recikliranjem) rabljenoga i otpadnoga zlata; nakit, zubna protetika, pigmenti, elektronski aparati, galvanizacija, itd.

### Ostala dobivanja
Zlato bi se moglo dobiti i iz morske vode, u kojoj je otopljeno u obliku kloridnoga kompleksnoga spoja, a može se sintetizirati i nuklearnom reakcijom, što bi bilo svojevrsno ispunjenje vjekovnoga sna alkemičara, ali su ti postupci, zbog velikih troškova i maloga iskorištenja, ekonomski potpuno neisplativi.

## Upotreba
Zlato se obično koristi za izradu luksuznih predmeta - nakita, te je podloga za nacionalne valute.
Upotrebljava se za lemljenje legura i pravljenje i pozlaćivanje nakita, za bojanje stakla (Cassiusov zlatni purpur) i pripravu porculanskih glazura (zlatno rubinsko staklo), u slikarstvu, kao reflektor topline, u zubarstvu i zubarskoj protetici.
U medicini se koristi za pripravu koloidne otopine zlata.

Radioaktivni izotop 198Au, s vremenom poluraspada 2,67 dana, koristi se u medicinskoj radioterapiji za tretiranje kancerogenih tumora.
Zlato se nalazi u sastavu nekih farmaceutskih spojeva koji se koriste u terapiji artritisa.
Sve više zlata danas troši u elektronici i galvanotehnici kao sastojak industrijskih lemila u elektronskoj industriji za proizvodnju najkvalitetnijih električne vodova i kontakata električnih instrumenata i specijalnih uređaja, najčešće kao nanos na manje plemenitom metalu ili leguri. Također se u velikim količinama koristi i za programe istraživanja svemira.
Tehnička upotreba zlata vrlo je ograničena i ni u kojoj primjeni u tehnici zlato nije nenadoknadivo.

U većini zemalja zlato služi kako monetarni standard i kao pokriće platne moći. Dvije trećine svjetskih zaliha zlata nalazi se u obliku zlatnoga novca i zlatnih poluga u bankovnim trezorima.

Procjenjuje se da je do kraja 1973. u svijetu bilo proizvedeno ukupno oko 80 950 tona zlata. Godišnja svjetska proizvodnja zlata iznosi oko 1000 t. Ukupna vrijednost svjetskih zaliha zlata iznosi danas oko 70 milijardi dolara. Dvije trećine od toga iznosa nalazi se u obliku zlatnog novca ili zlatnih poluga u trezorima emisionih banaka (poglavito u SAD).
U prodaju elementarno zlato dolazi najčešće u obliku folije, praha, štapova i žice.

## Legure zlata
Za upotrebu čisto zlato je premekano, pa se za praktičnu upotrebu (npr. primjene zlata u luksuznim predmetima)  legira s drugim metalima ( najčešće sa srebrom i / ili bakrom) ili s nekim iz grupe platinskih metala, pa se gotovo isključivo rabi u obliku slitina/legura.
Za razliku od čistoga zlata, njegove slitine s drugim metalima su općenito tvrđe i otpornije na habanje, pa se upotrebljavaju se za izradu ukrasa, novca (tzv.„zlatnici”), u elektronskoj industriji (za kontakte), te u optici (zbog dobre refleksije infracrvenoga zračenja).
Zlato od kojega se kuju zlatnici može imati 1 do 10 % bakra.
Zlato za nakit slitina je zlata sa srebrom i bakrom,kod žutih i crvenkastih slitina,te s paladijem,platinom,srebrom ili niklom u slučaju bijelog zlata.
Tzv.“tvrdo zlato“ je slitina sa samo 1 % titanija koja se ističe tvrdoćom, uz boju „žutoga zlata“.
Talište slitine s bakrom ili niklom te s 30 % srebra ili paladija bitno je niže od tališta ostalih slitina i rabi se kao vezivno sredstvo za lemljenje (tzv.“zlatni lem“).
Zlato se vrlo lako legira sa živom u zlatni amalgam.Ova je slitina korištena za pozlatu u vatri,odnosno amalgamsku pozlatu,ili živinu pozlatu.Ovaj se postupak zbog otrovnosti žive danas rijetko koristi.

### "Boje zlata"
Osim na tvrdoću i otpornost na habanje, vrsta i udjel legirajućega metala utječu i na boju slitine:
- Crveno zlato čistoće 750 sadrži 25 % bakra.
- Zeleno zlato nastaje dodatkom kroma ili srebra.
- Plavo zlato ima aluminija ili željeza.
- Ljubičasto zlato sadrži aluminij.
- Žuto zlato čistoće 750 je slitina s 25 % srebra, poznata zbog izrazite žute boje.
- Bijelo zlato je najpoznatija slitina zlata, poslije žutog zlata. Osim zlata sadrži i platinu ili paladij te nikl, ovisno o vrsti.

## Označavanje zlata – prije i sad
Karati su se prije izražavali prema 24-stupanjskoj skali, što bi značilo da četrnaestokaratno zlato sadrži 14 dijelova zlata na ukupna 24 dijela slitine.
Danas se u većini zemalja maseni udjel/sadržaj zlata u predmetima, nakitima, slitinama i dr. se navodi/izražava kao čistoća („finoća”) u tisućinkama (promilima - ‰), a prije se je iskazivalo u karatima, koji predstavlja maseni udio zlata u leguri, pa je npr. osamnaestokaratno zlato slitina koja npr. sadrži 75 % zlata i ima finoću 750 (750/1000‰).
Po današnjem označavanju čisto zlato ima oznaku 1000 (npr. zlatne poluge), a najčešće su slitine zlata finoće 585 (jednako 14 karata), 750 (jednako 18 karata) i 986, ali u Indiji se rabi i zlato finoće 913 (jednako 22 karata).

Oznake zlata koje su danas najčešće u upotrebi su u pravilu izvedenice čistoće zlata, tako na primjer zlato 585 predstavlja zlato čistoće 58,5 %.
Oznake čistoće zlata u karatima idu do 24 karata (999/1000; tj. 99,9 %) pri čemu se takvo zlato smatra investicijskim i lijeva se u prigodne poluge i kovanice.

## Spojevi zlata
Oksidacijski broj zlata u spojevima je većinom jednovalentno (I) i trovalentno (III). Termički su relativno nestabilni i zagrijavanjem se lako raspadaju pri čemu zaostaje čisto zlato.

Zlato pravi spojeve i u kojima ima oksidacijski broj +2 (nalazi se samo u kompleksima sa S-ligandima) i +5 (postoji samo u spoju s fluorom (AuFs)).
Spojevi u kojima je zlato jednovalentno (Au+) mogu postojati u vodenim otopinama samo ako su netopljivi ili se nalaze vezani u kompleksnim ionima, kao što su: zlatovi(I) halogenidi (AuBr, AuI i AuCl), zlatov(I) hidroksid (AuOH), zlatov(I) oksid (Au2O), halogeno-kompleksi (AuX2-), cijano-kompleksi (KAu(CN)2) i drugi.
Halogenidi zlata postoje kao (III) halogenidi (AuX3, gdje je X = Cl, Br ili I) koji su kemijski vrlo slični (jedino fluorid može postojati kao pentafluorid) ili kao (I) halogenidi (AuX). (III) halogenidi imaju plošnu dimeričku strukturu, a (I) halogenidi obično dolaze kao linearni kompleksi s fosfinima i CO.
Važni su i spojevi zlata s alkalijskim cijanidima. To su bezbojni, vrlo postojani natrijev cijanoaurat, koji sadrže anion [Au(CN)2]- i nastaju pri dobivanju zlata cijanizacijom.
- Zlatov(III) oksid (Au2O3) jedini je oksid zlata. Nije termički stabilan i već pri 200 °C se raspada.
- Zlatov(III) klorid (AuCl3) je najvažniji spoj zlata. Kristalizira u crvenim iglicama kada klor pri 200 °C djeluje na zlato u finom razdjeljenju (listićima). Otapa se u vodi dajući smeđecrvenu otopinu koja sadržava kompleksnu trikloroksozlatnu kiselinu H2[AuCl3O].

S klorovodikom daje tetraklorzlatnu(III) kiselinu, tj. ako se toj otopini doda klorovodična kiselina, nastaje u otopini tetraklorzlatna(III) kiselina.
Zlatov(III) klorid (AuCl3) i zlatov(III) bromid (AuBr3) otapanjem u vodi hidroliziraju i daju AuCl3OH- i AuBr3OH-, dok AuI3 nije topljiv.
- Tetraklorzlatna(III) kiselina (H[AuCl4], aurokloridna kiselina, kloroaurična kiselina, zlatnoklorovodična kiselina) se dobiva otapanjem zlata u zlatotopki i uparavanjem otopine sa solnom kiselinom.

Tvori kristalne igle sastava H[AuCl4] x 4 H2O (soli aurati), žute boje poput limuna, koje se na vlažnom zraku raskvasuju, u vodi i alkoholu lako otapaju, a na koži izazivaju plikove; upotrebljava se u medicini, fotografiji i u galvanotehnici (za pozlaćivanje).
Spada u najvažnije spojeve zlata, a koristi se u fotografskoj tehnici za toniranje slika na emulziji sa srebrovog nitrata.
Natrijeva sol te kiseline dolazi u trgovinu pod imenom „zlatna sol“, a upotrebljava se u medicini, fotografiji i za pozlaćivanje u galvanotehnici.

## Zanimljivosti
- Najteža zlatna poluga na Zemlji ima masu od 250 kg.
- Grumen čistog samorodnog zlata mase 120 kg je pronađen u Australiji 1869. godine.
- Canadian Gold Maple Leaf bullion coin mase 100 kilograma, nominalne vrijednosti od milijun dolara, najčišća je „kovanica“ ikad proizvedena (999,99/1000).
- Cijena zlata ovisna je o standardu države. U usporedbi s Hrvatskom, posljednjih 5 godina najjeftinije je zlato u Turskoj.
- Cijena bijelog zlata se ne razlikuje od cijene „žutog“ zlata. Cijena je ista kao i kod klasičnih oznaka zlata, dakle ovisi isključivo o udjelu čistog zlata u leguri; što veći postotak zlata, to je viša cijena bijelog zlata.

### Zlatna groznica
Pokazalo se da mnogi ne mogu odoljeti potrazi za zlatom, a otkako su ga, prije nekoliko tisućljeća, počeli vaditi, ta je kovina mijenjala ljudske živote i smjer povijesti. Tijekom 19. stoljeća zlatne su groznice uslijedile nakon pronalaska golema grumenja, kao što je "Dobrodošli stranac" težak 70,7 kilograma, pronađen u Moliagulu, u Australiji, 1869. godine. Tisuće je ljudi, napustivši posao i obitelji, otputovalo na zlatna polja u Australiji, Južnoj Africi, Kaliforniji, Britanskoj Kolumbiji, Yukonu, Aljaski i Sjevernoj Americi. Samo ih se malen broj uspio obogatiti, kopajući ili ispirući zlato.